# Pays pagan
Le Pays pagan est un pays s'étendant sur la frange littorale septentrionale du Finistère, au cœur du Léon.

## Géographie

### Localisation
Le terme de Pays pagan est généralement utilisé pour désigner la bande côtière d'une quinzaine de kilomètres qui s'étire de Guissény jusqu'à Kerlouan. S'agissant d'une appellation coutumière, sans fondement administratif ou religieux, cette limitation reste assez imprécise et sujette à débat. Pour Pol Potier de Courcy, par exemple, le Pays pagan s'étend de Tréflez jusqu'à l'Aber Wrac'h (Aber) et Plouguerneau.
« Le Pays pagan comprend les communes de Goulven, Plounéour-Trez, Brignogan, Kerlouan, Guissény et Plouguerneau. Il s'étend dans une presqu'île, entre l'Anse de Goulven au nord du Léon (...) et l'Aber-Wrac'h à l'ouest (...) sur une vingtaine de kilomètres. Sa largeur est de trois à cinq kilomètres. Sur la longueur, si on suit le dédale des anses, des caps, il représente une soixantaine de kilomètres puisque le littoral y est particulièrement découpé. Et les  Paganiz sont une ethnie à l' intérieur du Léon, aux caractéristiques marquées. (...) Jusqu'aux années 1950 on ne voulait pas être de la population des Paganiz (...) car c'était vu de façon très négative. Aujourd'hui c'est l'inverse. Toutes les communes voisines veulent être de cette population car son identité est forte » .

### Îles du pays pagan
- Enez Anic
- Enez Du
- Enez Croaz Hent
- Enez Amann ar Rouz
- Île Kerlouan

### Une côte particulièrement dangereuse
L'abondance des rochers en mer, qui forment de nombreux écueils, rend cette côte particulièrement dangereuse à la navigation comme en témoigne cette description d'Ernest Daudet, parue en 1899 :

« La renommée de cette côte est sinistre et mérite de l'être. Depuis que les hommes ont conquis l'empire des mers, les pointes de l'Île Vierge, de Guissény, de Pen-ar-Garec, de Kerlouan, de Brignogan, furent les auteurs et les témoins d'effroyables catastrophes. (...) En avant de ces rivages, et jusqu'à plusieurs milles en mer, [la nature] a jeté dans les fonds d'innombrables récifs. Quelques-uns s'assèchent à la mer basse et, quand elle les recouvre, on ne peut les deviner qu'à l'écume des eaux qui viennent se briser sur leurs dentelures redoutables. D'autres ne sont jamais couverts. Ils émergent au-dessus des ondes : ici, aiguilles acérées ; là, rocs massifs s'allongeant comme des monstres accroupis. Il en est qui ne se montrent qu'à de rares intervalles, dans les mouvements des grandes marées, et ce ne sont pas les moins périlleux. Pour naviguer parmi ces écueils, il faut les connaître et pour ne pas s'y briser il faut n'être pas saisi par les courants, enveloppé par les brumes et surtout ne pas confondre les feux des phares qui éclairent la bonne route (...). Encore aujourd'hui, des navires s'y perdent et, chaque année, on y signale des naufrages, bien qu'en ces endroits on ait multiplié phares, balises et signaux avertisseurs. Si, sur ces bords redoutés, les eaux pouvaient s'ouvrir (...) un vaste cimetière apparaîtrait sous nos yeux avec toutes les épaves que les siècles y ont accumulé, encore que les habitants en aient de tout temps arraché aux flots des quantités innombrables. »

## Toponymie
Son nom est issu du latin paganus[réf. nécessaire] signifiant « du pays, paysan », terme qui a donné païen en français et pagan en breton qui signifie « païen, rustre ». Le breton Paganad signifie « du pays Pagan » et paganad aussi « béotien, ignorant ». La justification historique de ce qualificatif n'est pas claire.

## Histoire

### Une région restée longtemps païenne?
Selon le Chevalier de Fréminville, à l'époque de saint Pol, « l'idôlatrie la plus grossière régnait encore (...) tout le long des rivages de Pontusval,de Guissény et d'Aber-Wrac'h, et ce serait pour cette raison que saint Pol, repoussé par le paganisme et la barbarie des habitants de ces côtes, aurait trouvé refuge près du comte Withur à l'Île de Batz.

### La tradition du «droit de naufrage»
Les habitants du Pays pagan, et de manière plus générale ceux de nombreux endroits du littoral breton comme les Ouessantins ou les Bigoudens ont longtemps eu une réputation exagérée de naufrageurs ; il est probable qu'ils se contentaient en fait de récupérer tout ce qui pouvait l'être lorsque survenaient des naufrages.
Le « droit de bris et de naufrage » est une tradition qui remonte à l'Antiquité. Au Moyen Âge, les seigneurs tentèrent de s'en emparer au détriment des populations littorales. On en retrouve des traces innombrables dans les édits et règlements des seigneurs du littoral. Saint Louis ne fit renoncer le duc de Bretagne Pierre de Dreux dit Mauclerc au droit de naufrage qu'en lui permettant de faire payer aux navigateurs des "substitutions" qui lui rapportaient autant que les rapines qu'elles abolissaient.
Le Pays pagan est connu pour son littoral déchiqueté et pour ses écueils rocheux à l'origine de nombreux naufrages et de la mauvaise réputation de ses habitants qui, très pauvres, sont accusés d'entraîner les navires sur les rochers pour piller leurs épaves. Cette pratique dite du « droit de naufrage » est interdite par Colbert en 1681 qui enjoint en outre à tous les sujets du roi « de faire tout devoir pour secourir les personnes qu'ils verront dans le danger du naufrage » ; des postes de garde sont alors installés sur le littoral, comme à Kerlouan, où une tourelle est encastrée sur une butte au milieu des rochers de Meneham. Mais la pratique du droit de naufrage a longtemps persisté.

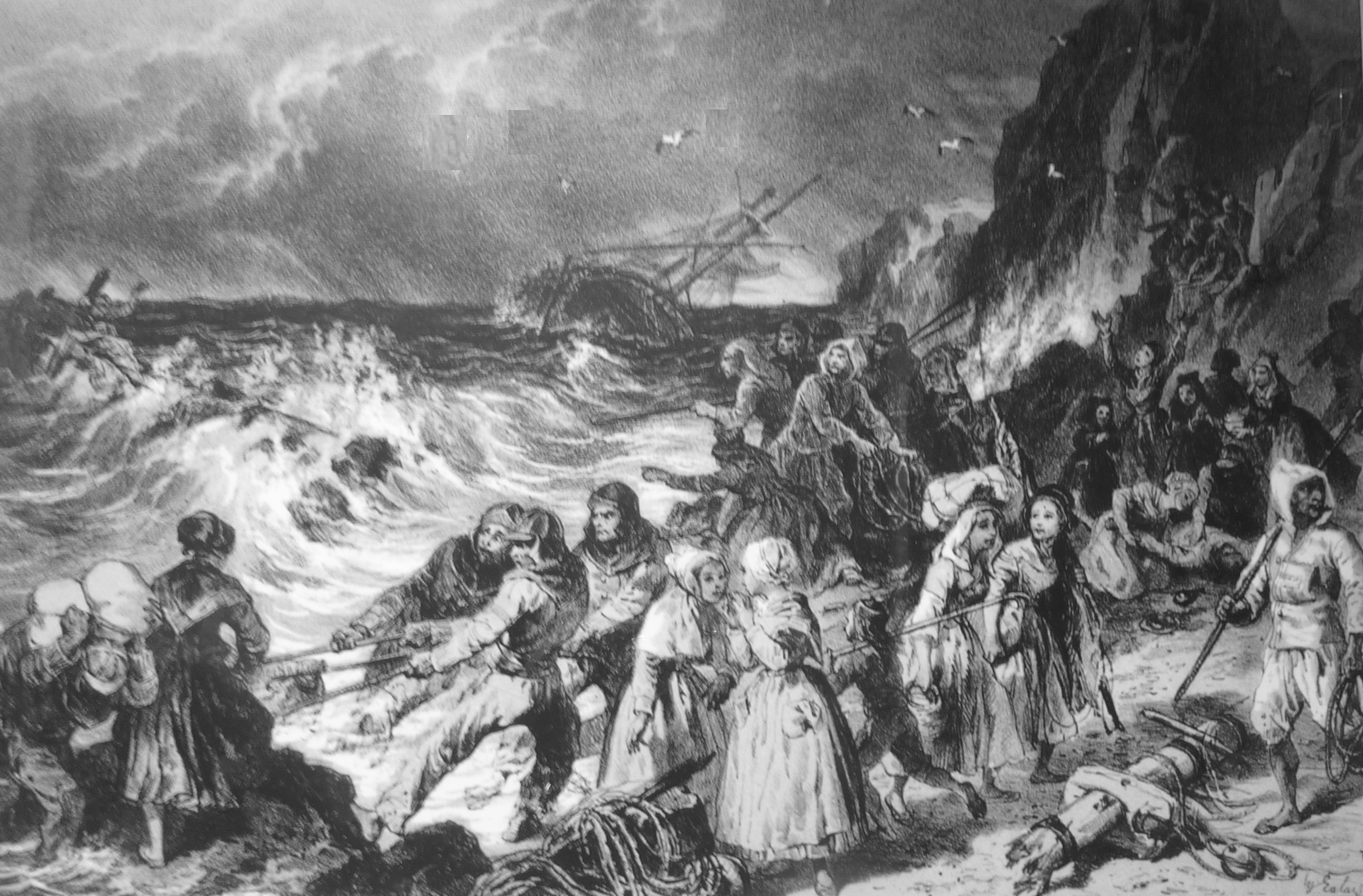
Scène de naufrage au pays de Kerlouan (gravure de François Hippolyte Lalaisse, Musée départemental breton de Quimper)

Jacques Cambry, de passage à Guissény en 1794, indique : « Les naufrages y sont communs ; ils entretiennent  chez l'habitant un amour de pillage, que rien n'a pu détruire ; il regarde comme un don du ciel, tous les objets que la tempête et que la mer peuvent apporter sur la côte ».

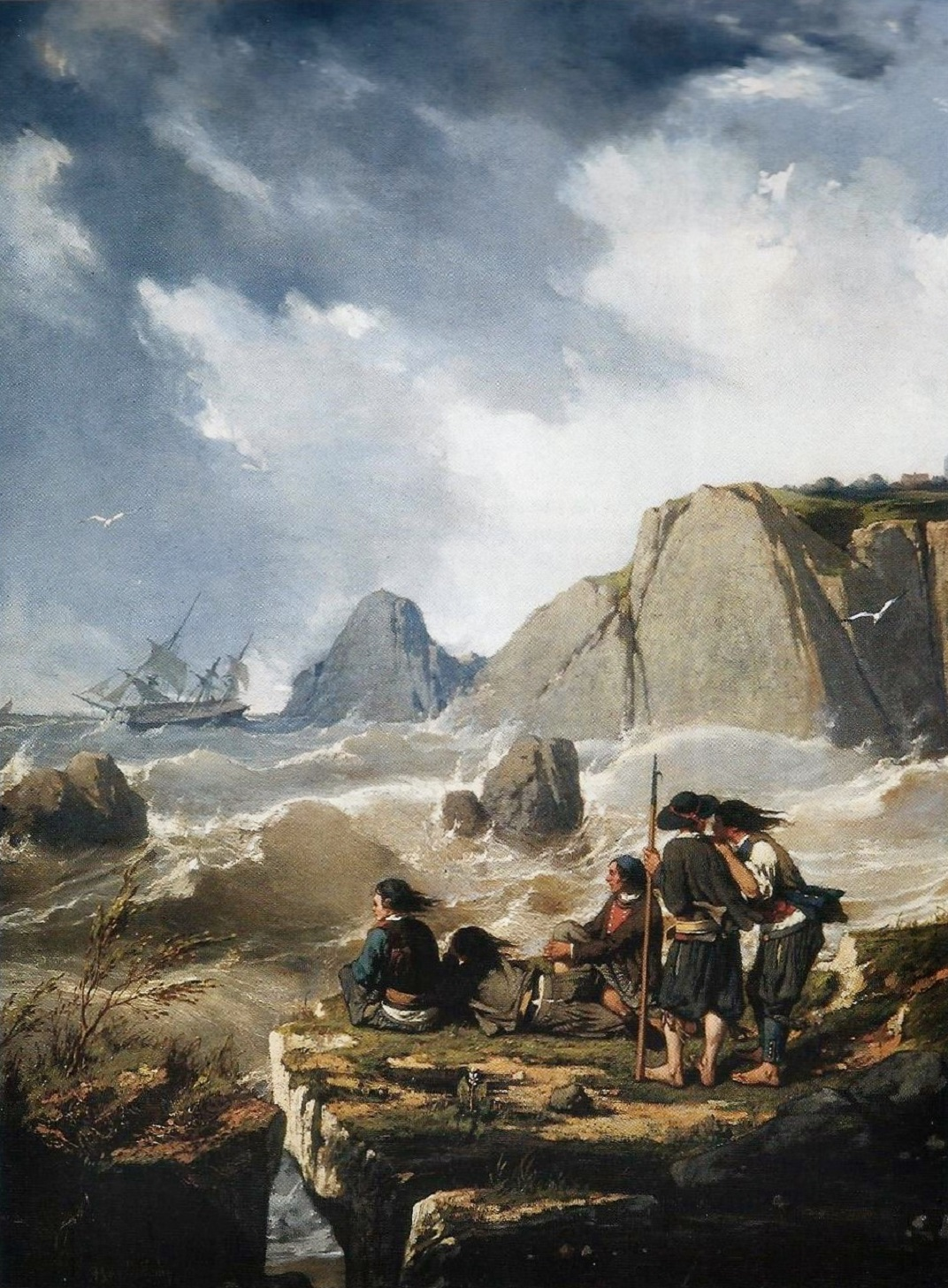
Pierre-Émile Barthélémy : Naufrage sur la côte bretonne (1851, musée de Morlaix)

Jacques Boucher de Perthes raconte que dans la nuit du 9 au 10 décembre 1817, alors qu'il se trouvait en tournée d'inspection du service des douanes à Roscoff, des coups de canons provenant d'un navire en détresse le tirèrent de son sommeil. Il se rendit sur place, à hauteur de l'Île de Sieck : « La foule qui se portait sur le même point, et quelques lumières que nous apercevions, ne me laissèrent aucun doute sur le lieu du naufrage. (...) Il ne restait du gréement que quelques tronçons de mâts. On voyait la ligne du doublage, et l'ouverture des sabords annonçant la présence de canons, vraisemblablement ceux qui appelaient au secours quelques heures avant. Sur la mer, à perte de vue surnageaient des pièces de bois, des barriques, des cordages. Sur la rive, même spectacle, et à chaque pas des cadavres. Au milieu de ce désordre, on voyait des hommes, des enfants, se ruant sur les débris, enfonçant les caisses à coups de hache ou de pierre, ou bien couchés sur des corps humains, non pour les secourir, mais pour les fouiller ». Boucher de Perthes et les douaniers tentèrent en vain de s'y opposer. Boucher de Perthes précise que cette nuit-là six bateaux auraient été victimes de éléments déchaînés entre Roscoff et l'Aber-Wrac'h et que plus de 450 marins et passagers seraient morts dont 193 à bord de l' Indian, un transport de troupes anglais, qui se serait échoué à hauteur de Plouguerneau. Ce témoignage de Jacques Boucher de Perthes était toutefois contesté, aucun autre témoignage des faits qu'il relate n'existant et aucune autre trace historique de l'existence de l' Indian n'ayant été trouvée. Toutefois, en 1992, un plongeur de Kerlouan a trouvé quelques vestiges de l'épave près des rochers de Karrek Hir permettant d'identifier ce navire, un trois-mâts anglais de 500 tonneaux qui partait prêter main-forte aux révolutionnaires vénézuéliens en lutte contre le gouvernement espagnol.
Le Chevalier de Fréminville écrit en 1844 que les habitants de ces côtes inhospitalières ont, jusqu'à ce jour, conservé l'affreuse habitude de dépouiller et même d'assommer les malheureux naufragés qui, cramponnés aux débris de leurs vaisseaux, parviennent à gagner une terre barbare où ils invoquent en vain les droits de l'humanité et du malheur.
Pol Potier de Courcy, dans La Bretagne contemporaine, livre écrit en 1864, l'atteste en ces termes :

« Les paganis (les "païens") forment une population à part qui s'étend depuis Tréflez à l'est jusqu'à Plouguerneau et l'embouchure de l'Aber-Wrac'h, à l'ouest. Habitués dès l'enfance à regarder l'Océan comme leur tributaire, comme une vache qui aurait mis bas pour eux, disent-ils dans leur énergique langage, faisant ce qu'ils ont vu faire à leurs pères, ils sont loin de comprendre l'atrocité de leur coutume. À voir ces hommes coiffés d'une calotte grecque, le haut de la tête rasé, le reste des cheveux flottant de toute leur longueur sur le dos ou tordus et passés dans les bords relevés de leur calotte de laine bleue; vêtus d'un pourpoint de berlingue brun, leur caleçon arrêté au-dessus du genou, laissant en tout temps à découvert leurs jambes sèches et nerveuses (...), ils vivent d'une idée : la manne de la mer. »

Le même auteur poursuit :

« Le pagan ne voit que la mer (...). À la vue d'un navire en détresse, la plage se couvre de pirates improvisés, désertant dans l'espoir du pillage la ferme, la charrue, l'église même, pour aller au pensé ("bris"). La voix des pêcheurs et des pilotes se renvoyant des avis et des signaux est souvent impuissante contre la force destructrice du vent ; et si le navire, ballotté de vague en vague, vient à se briser sur ces récifs qui lui servent de lit funèbre, le rivage offre la triste ressemblance de ces champs de mort où se précipitent, après la bataille, les animaux carnassiers. Dispersés sur les rochers les plus avancés dans les flots, ils ne songent, avec leurs longues perches armées de crocs, qu'à tirer à sec ces barils, ces caisses, ces ballots,que leur envoie la tempête, et chaque épave qu'ils parviennent à haler à terre est accueillie par des trépignements de joie. Alors intervient parfois la force armée. »

Longtemps, les habitants du Pays pagan ont eu la réputation, probablement exagérée, d'être des naufrageurs ; un auteur non précisé écrit par exemple en 1901 : « Pendant plusieurs siècles et jusqu'à ce que Louis XIV réprimât leurs sinistres exploits, Lannilis, Kerlouan, Guissény, Kertugal [Pontusval], Plounéour et bien d'autres lieux ne furent que des repaires de naufrageurs. Tous les hommes y étaient associés pour conspirer la perte d'autres hommes. (...) Les habitants étaient plus à craindre que les écueils parmi lesquels, le couteau au poing, ils guettaient les épaves et les naufragés ».

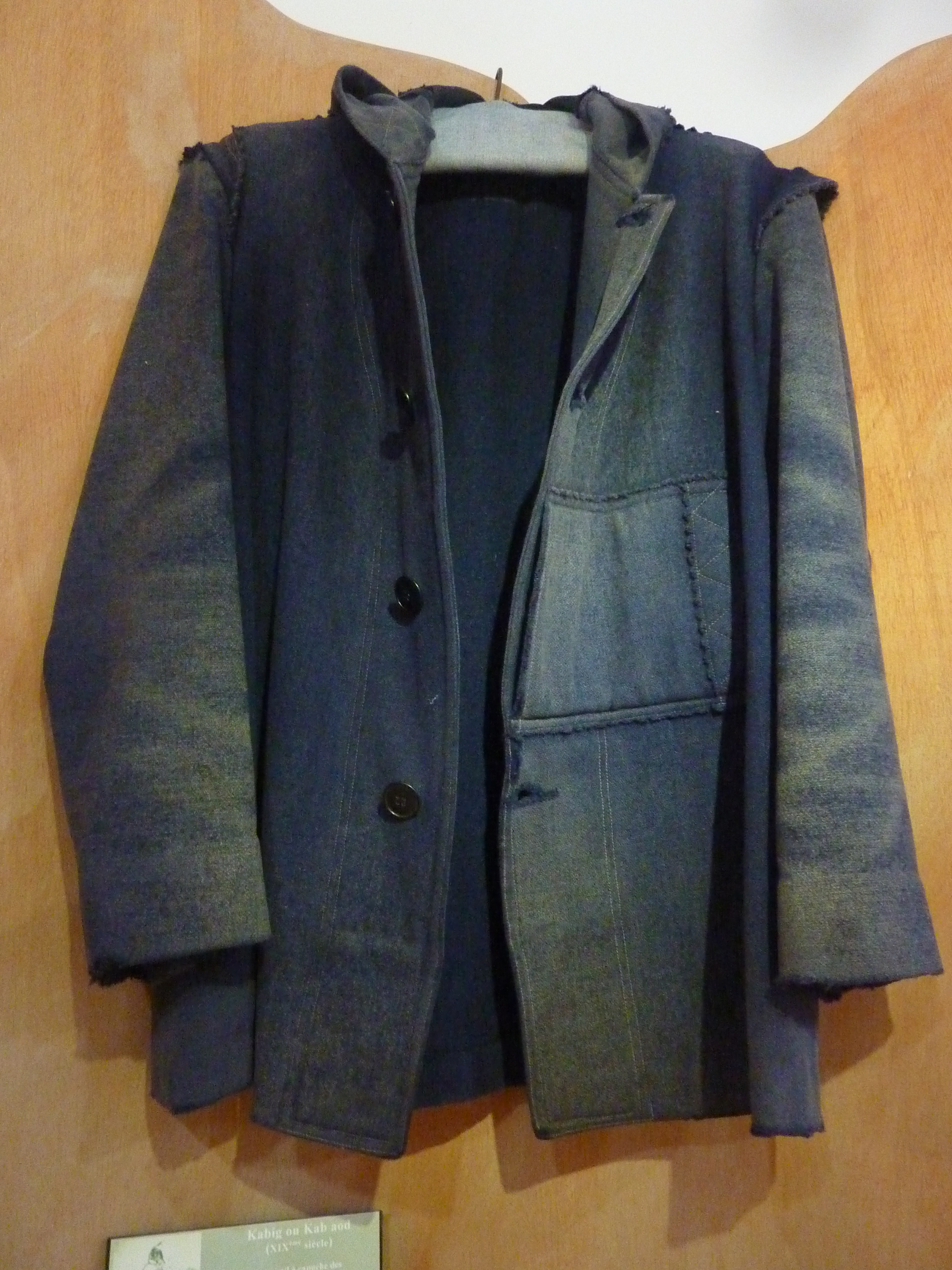
Kabig du pays pagan (Écomusée de Plouguerneau).

Denis Goulven, médecin à Roscoff vers 1865 observe : « Comment de tels hommes, en présence de la réalisation de leurs rêves, consentiraient-ils à lâcher leur proie devant le sabre de quelques douaniers ? Quand un bris est là, il y aurait à courir le risque d'un boulet en pleine poitrine, ils iraient ; ils semblent obéir fatalement à des instincts de race ». Les mœurs des paganis se sont toutefois adoucies : Pol Potier de Courcy écrit : « Les naufragés ne sont plus maltraités et sont même généralement l'objet d'une pieuse compatissance ».

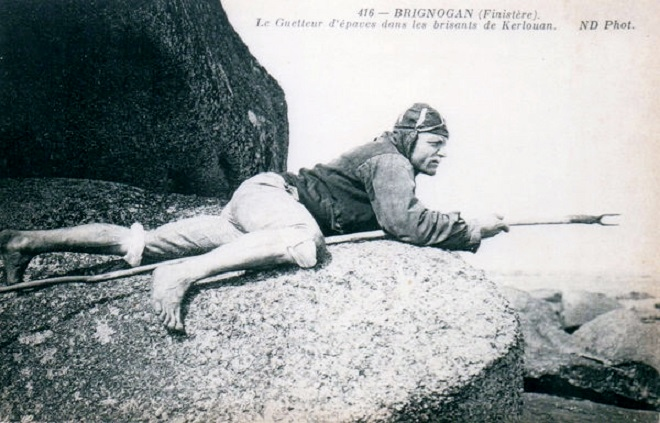
Guetteur d'épaves dans les brisants de Kerlouan (carte postale ND Photo, début XXe siècle)

Dans la nuit du 3 au 4 février 1889, le vapeur La Vendée, chargé de vins et d'eaux-de-vie, vint se briser sur la côte. Le lendemain, on retrouva sur le rivage des grappes d'hommes, de femmes et d'enfants qui, presque ivre-morts, buvaient aux tonneaux qu'ils avaient défoncés.
Des récits plus ou moins imaginaires abondent concernant les naufrageurs du Pays pagan : par exemple Jean Ajalbert dans le supplément littéraire du journal Le Figaro en date du 19 avril 1890 publie une nouvelle intitulée En Bretagne. Chez les naufrageurs où il est écrit entre autres :

« Le temps n'est plus où il suffisait, pour attirer le navire au plein, d'allumer dans la brume une lueur trompeuse, d'attacher quelque lanterne aux cornes des bœufs, d'installer un fanal, de promener des torches, pour persuader les vaisseaux en peine d'approcher, que d'autres étaient là, qui se balançaient au port. (...) Le métier est devenu douteux, d'un rapport incertain, par la rareté des sinistres maritimes : dès l'obscurité surgit la flamme vigilante du phare et la mer offre des routes mieux connues (...). Ils pêchent le goémon, surtout aux productives marées d'équinoxe et par les gros temps, armés de longs rateaux, dans l'eau jusqu'à mi-corps,arrachant à la vague la plante qu'elle apporte et remporterait, élevant ces tours noires surmontées de dômes de terre qui semblent garder l'approche de la côte, sous des capuces marron entre Guissény et Goulven, ou des capelines bleues pareilles à des heaumes, la visière relevée, vers Plouescat, ils semblent dans la brume de mystérieuses sentinelles, guerriers plus que pêcheurs d'herbes et cultivateurs. Pêcheurs d'hommes, jadis ! (...) Bons naufrages d'autrefois ! »

En 1892 encore, Louis Gallouédec décrit ainsi les Paganiz : 

« Quelques peuples du pourtour du Léonais ont une originalité qui frappe : tels, au nord de Lesneven, les hommes de la péninsule de Pontusval, de Guissény à Kerlouan et à Plounéour-Trez. Ils forment avec leurs voisins un contraste complet.Leurs figures sont longues, étroites du bas ; ils ont les yeux d'un bleu sombre, le teint basané, une expression de visage farouche, une taille d'une élévation remarquable. Tout chez eux est étrange (...). Leurs mœurs ont en effet je ne sais quoi de barbare. C'est là que vécurent les derniers naufageurs ; après tous les autres, ils maintinrent l'affreux « droit de bris » : encore aujourd'hui leur sauvagerie n'est pas tellement corrigée qu'elle ne fasse retour, de temps en temps, en explosions brutales : qu'un navire vienne se briser sur leur côte, ils y courent comme à la curée, tombent sur les débris qu'ils se disputent pièce à pièce avec une âpreté sombre, et les emportent comme une proie que la mer leur a jetée. »

Aujourd'hui, ce passé est exploité pour vendre les charmes touristiques de la Côte des légendes. Depuis, une très grande tradition de sauvetage en mer est apparue en Pays Pagan, comme par ailleurs, dans toute la Bretagne Armorique.
Une même réputation de « naufrageurs » a été faite aux habitants d'autres régions littorales comme dans le Cap Sizun, des  îles (Ouessant par exemple), la Cornouaille britannique, l'Écosse, etc..
Plus de 1 000 Paganiz vivaient de la récolte du goémon au début du XXe siècle, quelques dizaines désormais. Au début des années 1960, il y avait plus de 1 000 Paganiz dans la marine (pour les deux-tiers dans la Marine nationale).

### Un «pays noir»?
La région a parfois été qualifiée de "Pays noir" ; Gustave Geffroy a écrit en 1905 : « Nous sommes ici en plein "pays noir". Et ce n'est pas le costume des habitants qui a valu ce surnom (...) c'est le caractère, c'est l'âme de ces hommes qui sont vêtus d'un deuil éternel. Pourquoi ? Comment ? La tradition fait remonter à un vieil ermite du VIe siècle, saint Goulven, le changement qui s'est opéré dans le moral des Léonards du Kéménet-Ili. Jadis cette race aimait la danse avec une sorte de fureur, dit Miorcec de Kerdanet (...) Mais Goulven, avec son éloquence douce, persuasive (...) convertit les chansons profanes en cantiques pieux de sa composition ou bien de celle de ses vicaires. Le diocèse devint un pays de foi, de dévotion, de bon exemple. Le fait est qu'aujourd'hui encore, dans cette partie du Léon, la danse est proscrite de toutes les fêtes publiques ou domestiques ».
La mauvaise réputation des paganiz persistait au début du XXe siècle : on raconte qu'à la foire de Lesneven quand un paganiz arrivait avec son kabig (veste des goémoniers) et sa kalaboussen (cagoule bleue), les marchands rangeaient leurs étals car ils craignaient d'être volés.

### Un isolat humain
Le Pays pagan a été longtemps un isolat humain. Par exemple à Kerlouan, lors du recensement de 1872, tous les habitants recensés étaient nés dans la commune ; de même en 1911. À Plouguerneau en 1911 6% des habitants seulement étaient nés dans une autre commune (alors que la moyenne à la même date pour l'ensemble de la France est d'environ 30%). La densité de population y était forte : environ 150 habitants au km2 vers 1900, le double de celle du Léon rural.
Les patronymes en "Ab" (du breton mab, "fils de"), comme Abgrall, Abhamon, Appere, etc. y sont très fréquents ; environ 25 patronymes débutent par ce préfixe car, en raison de l'endogamie, la diversité des noms de famille était limitée.

## Économie
Les Paganiz ont toujours été pauvres ; c'est l'essor des cultures légumières à partir des Trente Glorieuses qui leur a permis de sortir de la misère.
Le Pays pagan vit du tourisme et de l'agriculture maraîchère.
Le goémon, et plus précisément le pioka (ou « lichen de mer ») est récolté les semaines de grandes marées et utilisé par l'industrie alimentaire pour concevoir des épaississants employés pour la confection de flan, de crèmes glacées ou de yaourts. Quelques entreprises dans le bâtiment sont aussi présentes, pour la plupart d'origine locale.

## Activité culturelle
Tanguy Malmanche a écrit en 1931 une pièce de théâtre en langue bretonne : "Ar Baganiz"  ("Les Pagans").
Le Pays pagan possède sa troupe de théâtre, Ar Vro Bagan, ainsi qu'un bagad et un cercle de danse bretonne. Diverses activités sportives sont par ailleurs proposées avec du football, du handball, du surf, de la voile.
Des groupes de musique aussi chantent ce pays avec entre autres le groupe de chants de marins, Les Gourlazous qui se produisent régulièrement dans cette contrée. Le chanteur Dom Duff, originaire de Plouescat, reste attaché à son pays et a écrit plusieurs chansons qui en témoignent.

## Traditions
L'identité « paganiz » est mise en avant depuis quelques années pour affirmer une originalité culturelle (« carnaval pagan » de Plounéour-Trez ou encore "Trechou Surf Team", club de surf  de Kerlouan, ou encore la "Pagan Surf School" affirmant leur côté pagan). Mais dans les faits, cette personnalité est peu marquée et ses traditions et costumes sont très peu éloignés de ceux du Bas-Léon.

## Littérature
- Yves Le Febvre a publié une nouvelle intitulée Le "Pagan (mœurs bretonnes) en 1907[22].
- Les Païens (Ar Baganiz en breton) de Tanguy Malmanche : drame en trois actes, en vers, situé à Kerlouan en 1681, traduction de l'auteur, en 1931.